# Lillie Leatherwood
Lillie Mae Leatherwood (* 6. Juli 1964 in Tuscaloosa, Alabama) ist eine ehemalige US-amerikanische Leichtathletin und Olympiasiegerin.
Leatherwood gelang 1984 der Durchbruch in die Weltklasse. Bei den Olympischen Spielen 1984 in Los Angeles erreichte sie im 400-Meter-Lauf das Finale und belegte in 50,25 Sekunden den fünften Platz. Sie war Startläuferin der amerikanischen 4-mal-400-Meter-Staffel, die in der Besetzung Leatherwood, Sherri Howard, Chandra Cheeseborough und Valerie Brisco-Hooks Gold gewann und dabei in 3:18,29 Minuten einen neuen olympischen Rekord aufstellte.
1985 gewann Leatherwood ihren ersten von vier US-Meistertiteln auf der 400-Meter-Strecke, 1987, 1988 und 1991 folgten die anderen Titel. 1987 gewann Leatherwood bei den erstmals offiziell ausgetragenen Hallenweltmeisterschaften in Indianapolis Silber hinter Sabine Busch aus der DDR. Bei den Weltmeisterschaften 1987 in Rom belegte Leatherwood in 50,82 Sekunden den fünften Platz im Einzelrennen, mit der Staffel in der Besetzung Diane Dixon, Denean Howard, Valerie Brisco und Leatherwood gewann sie in 3:21,04 Minuten Bronze hinter den Staffeln aus der DDR und der UdSSR. 1988 bei den Olympischen Spielen in Seoul wurde Leatherwood nur im Staffelvorlauf eingesetzt. Im Finale mussten Sherri Howard und Lillie Leatherwood für Valerie Brisco und Florence Griffith-Joyner weichen. Da die US-Staffel den zweiten Platz erreichte, erhielten auch die im Vorlauf eingesetzten Läuferinnen eine Silbermedaille.
Nach längerer Unterbrechung kehrte Lillie Leatherwood 1991 noch einmal in die Weltspitze zurück. Bei den Hallenweltmeisterschaften in Sevilla gewann sie mit der Staffel Bronze hinter den Staffeln aus Deutschland und aus der UdSSR. In der Freiluftsaison verbesserte sie ihre persönliche Bestleistung bei der US-Meisterschaft auf 49,66 Sekunden. Bei den Weltmeisterschaften 1991 in
Tokio belegte sie im Einzelrennen in 51,53 Sekunden den siebten Platz, nachdem sie im Halbfinale 50,68 Sekunden gelaufen war. Mit der Staffel in der Besetzung Rochelle Stevens, Diane Dixon, Jearl Miles und Leatherwood als Schlussläuferin lief sie in 3:20,15 Minuten als Zweite hinter der UdSSR-Schlussläuferin durchs Ziel.
Lillie Leatherwood war während ihrer Karriere für kurze Zeit mit dem Sprinter Emmitt King verheiratet. Bei einer Körpergröße von 1,68 m betrug ihr Wettkampfgewicht 56 kg. Heute ist Lillie Leatherwood bei der Polizei von Tuscaloosa als Sportlehrerin beschäftigt.